# Tina på besök
Tina på besök är ett matlagningsprogram med Tina Nordström på TV4 som hade premiär 2013. I programmet lagar Tina Nordström mat tillsammans med svenska kändisar hemma i deras kök.
I ett avsnitt 2014 besökte Tina Nordström, landet Israel där hon kallade Jerusalem för Israels hjärta, efter kritik för uttalandet av tittarna efter en repris av avsnittet under 2015 tog TV4 bort avsnittet från TV4 Play.